# Billy Elliot (musical)
Billy Elliot is een musical uit 2005 die is gebaseerd op de gelijknamige film. De muziek is gecomponeerd door Elton John en de tekst en het script door Lee Hall die ook het script van de film schreef.

## Verhaal
Het verhaal speelt zich af ten tijde van de Britse mijnwerkersstaking van 1984/85. Billy Elliot (de zoon van een mijnwerker) zit op boksen. Als Billy een dag weer eens te laat komt bij de boksles en ook nog eens zijn best niet doet, moet hij nablijven. Hij moet in zijn eentje nog wat gaan oefenen en daarna de sleutels afgeven bij Mw. Wilkinson, de balletlerares. Voor Billy goed en wel doorheeft wat hem verteld is, wordt de bokshal overspoeld met een groep meiden. Billy wil de sleutels gaan afgeven aan de balletlerares, maar wordt door haar genegeerd. Als het hem eindelijk lukt haar te spreken te krijgen, wimpelt ze hem af. Als Billy blijft hangen, daagt ze hem uit om mee te doen. Billy begint toch maar mee te doen, maar met tegenzin. Als de lerares het lesgeld komt innen (50p), dan kan Billy dat niet betalen. Billy moet het de volgende les maar betalen. De volgende les gaat Billy toch weer naar ballet en hij gaat nu verder iedere les. De balletlerares ziet wel iets in Billy en moedigt hem aan om door te gaan en om auditie te gaan doen voor de Royal Ballet School. Op de dag van de auditie verslaapt Billy zich en wordt hij ook nog eens opgehouden door zijn vader en broer. Als dan ook nog eens de balletlerares binnenkomt om Billy op te halen, zijn de rapen gaar. Als Billy zo graag wil dansen, dan moet hij dat eerst maar eens laten zien aan zijn vader en zijn broer (die tot dan toe dachten dat hij nog steeds op boksen zat). Omdat Billy niet wil dansen voor zijn vader en zijn broer, verbiedt zijn vader om nog verder te gaan met dansen. Dan met kerstmis komen alle stakers bijeen voor de jaarlijkse kerstviering en als iedereen naar huis gaat blijft Billy nog achter. Op de radio is dan het Zwanenmeer te horen, waarop Billy gaat dansen. Wat Billy niet doorheeft is dat zijn vader op dat moment binnenkomt en hem ziet dansen. Daar komt Billy pas achter als hij eindigt voor de neus van zijn vader. Billy vlucht daarop uit angst voor de reactie van zijn vader. Zijn vader besluit daarop om bij de balletlerares langs te gaan en te vragen wat de auditie kost. Het lukt Billy en zijn vader om het geld voor de auditie bijeen te krijgen en ze gaan naar de auditie toe. Het optreden van Billy tijdens de auditie wordt geteisterd door een cassettebandje wat niet goed wil werken. In de kleedruimte probeert een andere auditant Billy te troosten. Billy pakt dit verkeerd op en begint te vechten. In het hierop volgende gesprek met de auditiecommissie wordt hier nog op gewezen dat dit absoluut niet wenselijk is. Het vraaggesprek verloopt ook niet echt vlekkeloos, waardoor het er niet goed uitziet voor Billy. Als Billy en zijn vader willen vertrekken, stelt 1 van de commissieleden nog een belangrijke vraag: "What does it feel like when you're dancing?" (Hoe voelt het als je danst?). Hierop begint Billy in eerste instantie een antwoord te geven waar niemand iets aan heeft, maar Billy gaat verder en lijkt steeds meer in een trance te komen en begint te dansen alsof zijn leven er van afhangt. Aan het einde van de dans doet Billy alsof er niets gebeurd is en gaat met zijn vader naar huis. Een tijd later komt er een brief binnen van de Royal Ballet School. Billy doet alsof hij niet aangenomen is, maar als zijn broer de brief bekijkt, blijkt dat Billy wel is aangenomen. Helaas is er weinig tijd om te feesten, want het bericht is gekomen dat de staking wordt afgeblazen en de stakers verloren hebben. De plannen van de regering worden definitief. Billy vertrekt naar de Royal Ballet school nog wel uitgezwaaid door zijn vader, broer en zijn beste vriend.

## Liedjes
Eerste acte
1. The Stars Look Down (De sterren zien)
2. Shine (Schijn)
3. Grandma's song (Lied van opoe)
4. Solidarity (Solidariteit)
5. Expressing Yourself (Je eige te zijn)
6. The Letter (Lieve Billy [Mam's brief])
7. Born Too Boogie (Elastieke bene)
8. Angry Dance (Woededans)

Tweede acte
1. Merry Christmas, Maggie Thatcher (Vrolijk kerstfeest Maggie Thatcher)
2. Deep Into The Ground (Diep onder de grond)
3. He Could Be A Star (Misschien wordt hij een ster)
4. Electricity (Kippevel)
5. Once We Were Kings (Wij waren helden)
6. The Letter (reprise) (Lieve mam [Billy's antwoord])
7. Finale

## Rolverdeling

### Londen
| Rol                      | Acteur                                                   |
| ------------------------ | -------------------------------------------------------- |
| Billy                    | Brodie Donougher Thomas Hazelby Nat Sweeney Euan Garrett |
| Mrs. Wilkinson           | Ruthie Henshall                                          |
| Alternate Mrs. Wilkinson | Wendy Somerville                                         |
| Dad                      | Deka Walmsley                                            |
| Alternate Dad            | David Bardsley                                           |
| Tony                     | Matthew Seadon-Young                                     |
| Grandma                  | Gillian Elisa                                            |
| George                   | Howard Crossley                                          |
| Mr. Braithwaite          | Phil Snowden                                             |
| Dead mum                 | Claudia Bradley                                          |
| Billy's older self       | James Butcher                                            |
| Michael                  | Nathan Jones Bradley Mayfield Ben Robinson               |
| Debbie                   | Connie Fisher Beatrice Bartley Hollie Creighton          |

### Nederland
| Rol             | Acteur |
| --------------- | --- |

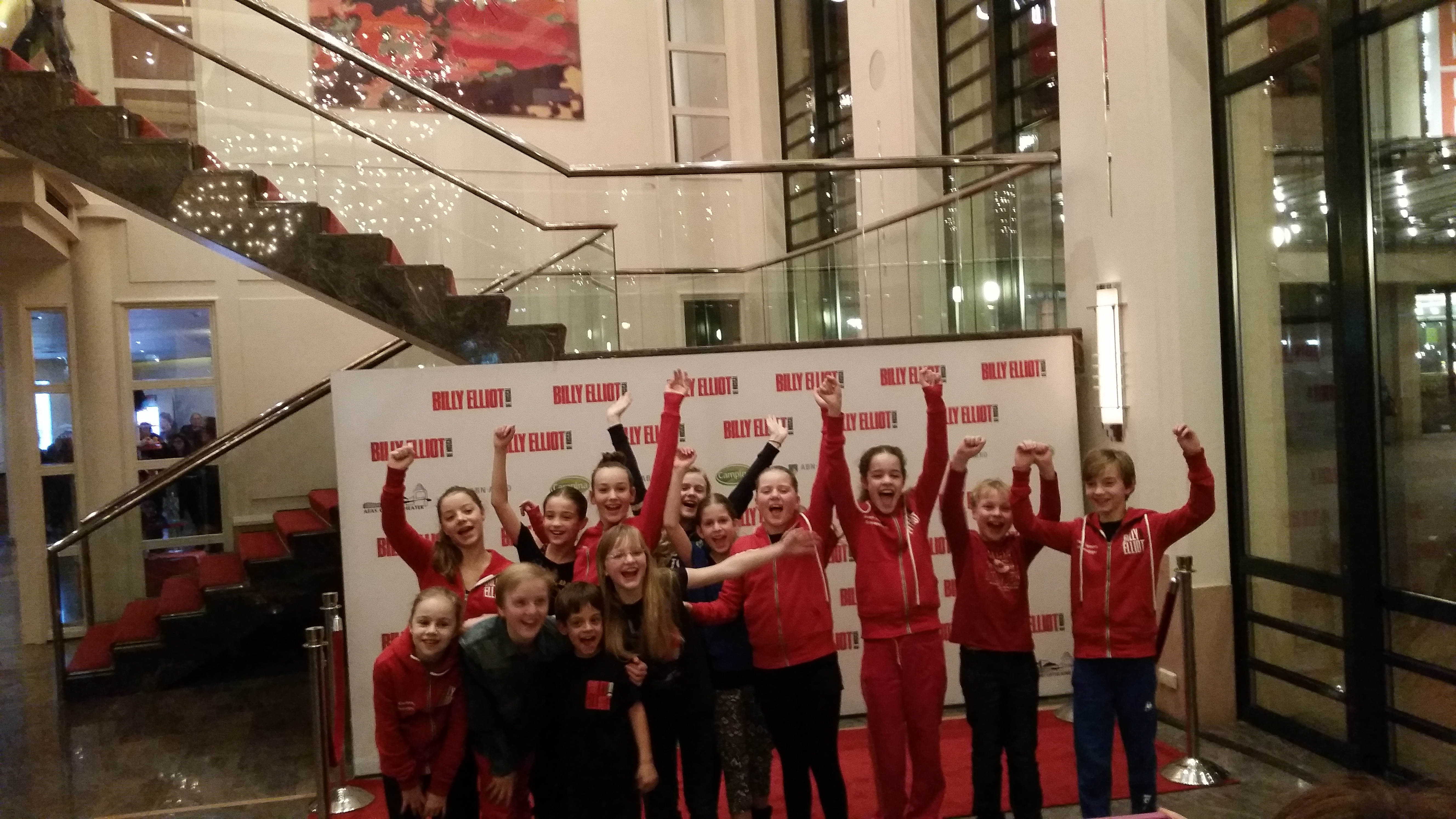
De kinderen die meespeelden in de voorstelling van Billy Elliot de Musical op 11 januari 2015

| Billy           | Cast 1: Carlos Puts, Jillis Roshanali, Roan Pronk, Stijn van der Plas, Svenno van Kleij, Tydo Korver (begin t/m zomer 2015) Cast 2: Faas Jonkers, Laurian Serno, Nick van der Stroom, Sammy Kuit, Samuel Beau Reurekas, Wisse Scheele (zomer 2015 t/m einde) |
| Mrs. Wilkinson  | Pia Douwes |
| alternate       | Frédérique Sluyterman van Loo |
| understudy      | Loes Worm |
| Vader           | Bas Heerkens |
| understudy      | Roberto de Groot, Marc Dollevoet |
| Tony            | Reinier Demeijer |
| understudy      | Leon de Graaf, Mischa Kiek |
| Oma             | Carry Tefsen, Sylvia Alberts |
| understudy      | Irene Kuiper, Suzanne Heijne, Celia van den Boogert |
| George          | Bas Grevelink |
| understudy      | Jochem Feste Roozemond, Marc Dollevoet |
| Michael         | Cast 1: Floris Puts, Michiel Deddens, Noah de Vos, Roméo van Orsouw, Tycho Bekker (begin t/m zomer 2015) Cast 2: Tevin Themen, Ruben Kroon, Milan Diekman, Florijn Roos, Rogier Baris, Jochem Trok (zomer 2015 t/m einde) |
| Debbie          | Cast 1: Eefje Kruijtzer, Fleur Hogeboom, Mirjam Kroese, Misha van Leeuwen, Thalia Schumacher Cast 2: Alicia Prinsen, Holly van Zoggel, Lavita Werner, Ravi Sitskoorn Cast 3: Lianne Heijne, Gwendolyn Oxfoort, Senna Vink, Rosalie van der Hoeven |
| Mr. Braithwaite | Dennis Willekens |
| understudy      | Joost de Jong, Merlijn de Vries |
| Moeder          | Loes Worm |
| understudy      | Liss Walravens, Barbara Hol |
| Kleine Jongen   | Cast 1: Bo, Senn, Thibault, Viggo en Zeger Tim, Jordhan, Noah en Cas |
| Grote Jongen    | Youri, Rick, Lukas, Bjorn, Koen en Steef |
| Oudere Billy    | Michael Snoey Kiewit |
| understudy      | Junior van Keulen |
| Balletklas      | Stacey, Maran, Kiki, Valentina, Daisy, Giulia (groep 1) Jamie, Amber, Ishmaëlle, Lizelotte, Felicity, Eliza (groep 2) Bente, Rachel, Yulia, Shanice, Melanie, Mette (groep 3) Pippi, Fleur, Noa, Birgit, Zoë, Quincy (groep 4) Imke, Sam, Zoé, Tamar, Anne, Marin (groep 5) Elsa, Trijntje, Mikki, Laudine, Munaycha, Lina (groep 6) Ghizlane, Lola, Caroline, Fleur, Chaska en Paz (groep 7) Jewel, Cheyenne, Sarah, Bregje, Aaliyah en Marindy (groep 8) Ezme Hetharia, Nathalie Vrede (spelen in iedere groep mee) |
| Onderkruiper    | Jochem Feste Roozemond |
| Ensemble        | Jochem Feste Roozemond, Irene Kuiper, Leon de Graaf, Roberto de Groot, James Harewood, Joost de Jong, Mischa Kiek, Junior van Keulen, Jordy Maarseveen, Jazmon Voss, Merlijn de Vries (Dance Captain), Liss Walravens, Milan van Weelden (Big Davey), Frédérique Sluyterman van Loo |
| Swing           | Tabi Awan (Dance Captain Ballet Girls), Jeroen Duijghuisen, Suzanne Heijne, Barbara Hol, Michael Konings, Erwin Aarts |